# Louis Le Breton

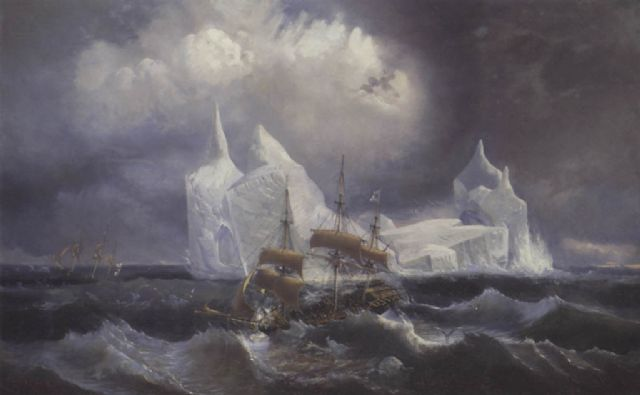
Barcos franceses Astrolabe y Zélée

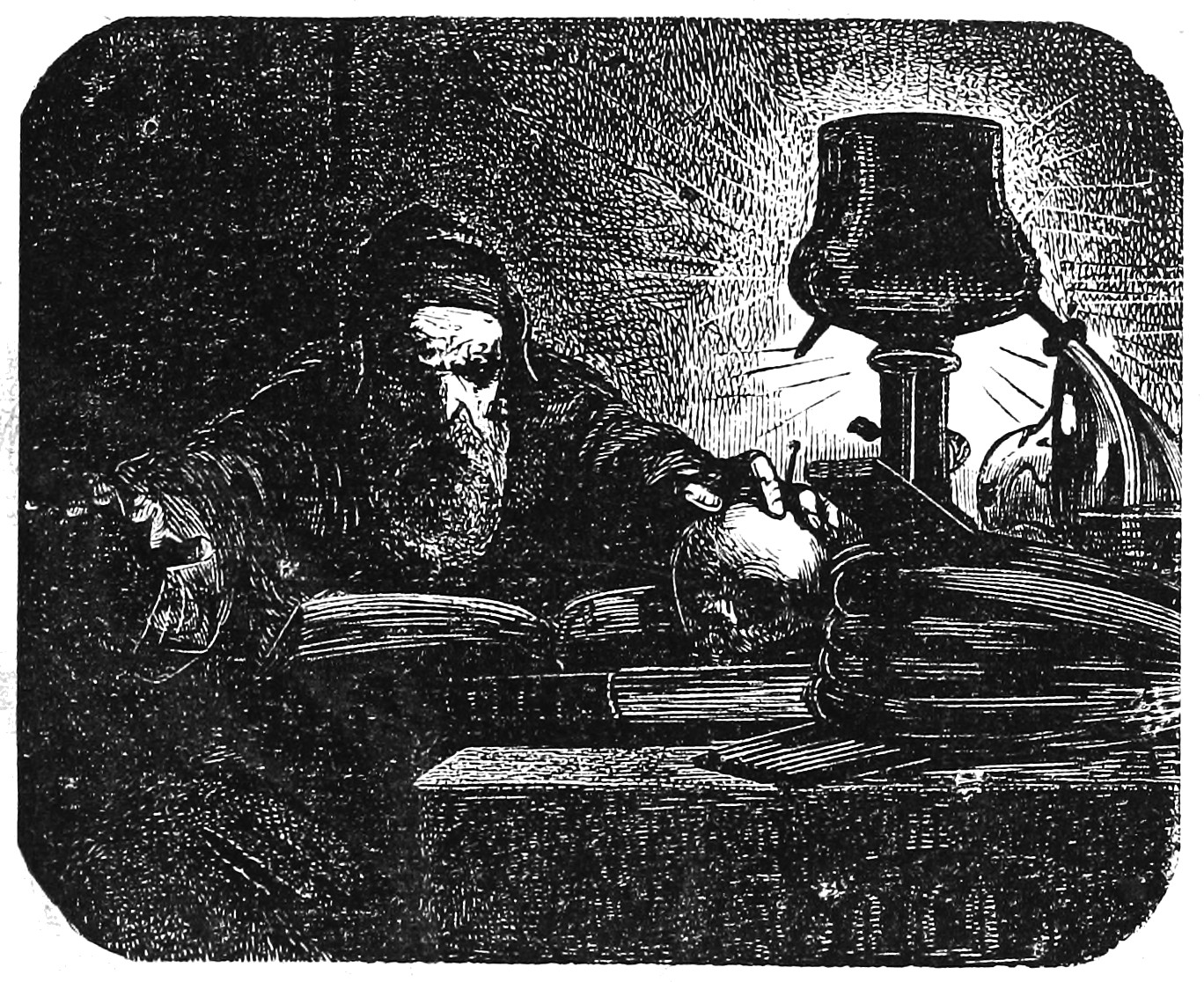
Ilustración de Diccionario infernal

Louis Le Breton (1818, Douarnenez (Francia) – ib. 1866) fue un pintor francés que se especializó en pinturas marinas.
Le Breton estudió medicina y tomó parte en el segundo viaje de Dumont d'Urville a bordo del Astrolabe. Después de que el ilustrador oficial de la expedición murió, Le Breton lo reemplazó.
Desde 1847 se dedicó principalmente a representar temas marinos para la Marina francesa.

## Ocultismo
Louis Le Breton ejecutó 69 ilustraciones de demonios ocultos, trabajando a partir de grabados de M. Jarrault, para la reimpresión de 1863 de "Diccionario infernal" de Collin de Plancy. Dichas obras se añadieron junto a breves descripciones al trabajo de la primera edición. Al igual que su predecesora, también fue publicada en francés.